# Festival Nacional del Folklore de San Bernardo
El Festival Nacional del Folklore de San Bernardo es una muestra y certamen anual de música, danza y canto tradicional que se realiza en San Bernardo, Provincia de Maipo, Chile. El festival da el sobrenombre a San Bernardo como la «Capital del Folklore Chileno». Se organiza desde 1972. Durante sus ediciones anuales, han sumado diferentes instituciones folklóricas de otros países como Argentina, Brasil, Bolivia, Colombia, Ecuador, México, Paraguay, Perú, Uruguay y Venezuela. Simultáneamente, desde 1979, se realiza la Feria Nacional de Artesanía Tradicional.
Se celebra en el Anfiteatro Municipal de San Bernardo. A pesar de que se denomina Festival Nacional del Folklore, cada año participan diferentes países de todo el mundo.

## Historia
En el año 1968, la Confederación Nacional de Conjuntos Folklóricos inició las primeras versiones del festival en la localidad de Talagante.
Con el fin de darle un carácter mucho más artístico, la institución decidió cambiar de lugar y encontrando buena disposición en San Bernardo y en la Agrupación Folklórica de la comuna para seguir realizando este encuentro. Así, en 1972 la Confederación Nacional realizó el Primer Festival Nacional de Folklore de San Bernardo, iniciando una nueva tradición que se conserva hasta hoy. En 1975, fue visitado por la bailarina de ballet Margot Fonteyn.
En 1978, nace la Primera Feria Nacional de Artesanía Tradicional, con el objetivo de reunir lo más selecto de la artesanía chilena en un solo lugar. Ya en 1996 se decidió agregar la muestra de artesanía gastronómica. Debido a este festival, en Chile se denomina a San Bernardo como «Capital Nacional del Folklore». La edición de 2012, fue abierta por la folclorista Margot Loyola.
En enero de 2021, debido a la  Pandemia de COVID-19 en Chile, el Festival se realizó en formato virtual.